# لوبياء
اللُوبِيَاء   أو اللوبيا أو اللوباء أو الوِغنة أو الدَّجْر أو الدِّجْر أو الدُّجْر (الاسم العلمي: Vigna) هي جنس من النباتات يتبع الفصيلة البقولية من رتبة الفوليات. أهم أنواعه اللوبياء الظفرية المعروفة اختصارًا باللوبياء.

## من أنواعها
- لوبياء ظفرية (باللاتينية: Vigna unguiculata)
- لوبياء ظفرية اسطوانية (باللاتينية: Vigna unguiculata cylindrica)
- لوبياء هليونية (باللاتينية: Vigna unguiculata sesquipedalis)
- لوبياء شعاعية (باللاتينية: Vigna radiata) أو (بالإنجليزية: Mung bean)‏
- لوبياء أزوكي (باللاتينية: Vigna angularis) أو (بالإنجليزية: Azuki bean)‏

## المعلومات الغذائية
يحتوي كل كوب من اللوبياء المسلوقة (125غ) بحسب وزارة الزراعة الأميركية على المعلومات الغذائية التالية :
- السعرات الحرارية: 44
- الدهون: 0.35
- الدهون المشبعة: 0
- الكاربوهيدرات: 9.85
- الألياف: 4
- البروتينات: 2.36
- الكولسترول: 0

إن اللوبياء تحتوي على الكالسيوم، الحديد، الفولايت، البوتاسيوم وغيرها من المعادن والفيتامينات كما أنها تحتوي على فوائد صحية مرتبطة بأمراض القلب والسرطان.

## أطباق اللوبياء
هناك عدّة أطباق تحضّر من اللوبياء أهمّها اللوبياء باللحم، اللوبياء بالزيت، مقلوبة اللوبياء وشربة اللوبياء.

## وصلات خارجية
المعلومات الغذائية عن اللوبياء المسلوقة
http://americanbean.org/
أطباق اللوبياء